# Говард, Джон, 15-й граф Саффолк
Джон Говард, 15-й граф Саффолк и 8-й граф Беркшир (англ. John Howard; 7 марта 1739 — 23 января 1820) — английский дворянин, военный, участник Войны за независимость США, полный генерал британской армии с 1802 года, и губернатор Лондондерри с 1806 года.

## Биография
Родился 7 марта 1739 года. Третий сын капитана королевских морских пехотинцев Филипа Говарда (1704—1741) и Маргарет Скрин, внук Достопочтенного полковника Филипа Говарда (1629—1717), седьмого сына Томаса Говарда, 1-го графа Беркшира. Он был потомком Томаса Говарда, герцога Норфолка. Его отец умер в 1741 году. Джон служил пажом при герцоге Камберлендском с 1745 по 1748 год, а в 1756 году стал энсином 1-го гвардейского пехотного полка. В 1760 году получил звание капитана. Его старший брат Томас служил в том же полку в том же звании. В мае 1774 года Говард получил звание подполковника.

### Война за независимость США
Когда началась война в американских колониях, Томас Говард, брат Джона, первым отправился в Америку и погиб в 1778 году в морском бою. В феврале 1776 года в Англии была сформирована Гвардейская бригада, куда вошли рядовые и офицеры из трёх британских гвардейских полков. Джон стал одним из 30-ти офицеров бригады. В августе 1776 года бригада прибыла в Америку и сразу же была задействована в сражении на Лонг-Айленде.

## Семья
2 июля 1774 года он женился на Джулии Гаскарт (1737 — 19 октября 1819), дочери эсквайра Джона Гаскарта из Хаттон-Холла. У супругов было пятеро детей:
- Чарльз Невинсон Говард, виконт Андовер (13 мая 1775 — 11 января 1800), женился на Элизабет Кук, дочери Томаса Кука, 1-го графа Лестера от первой жены, без детей
- Томас Говард, 16-й граф Саффолк (18 августа 1776 — 4 декабря 1851), второй сын и преемник отца.
- Достопочтенный Джон Говард (30 ноября 1777—1787)
- Уильям Филипп Говард (27 ноября 1779 — 20 апреля 1780)
- Леди Кэтрин Говард (27 ноября 1779 — 30 марта 1850), она вышла замуж за преподобного Джорджа Биссета, от брака с которым детей не имела